# Chibi

Beispiel für die Darstellung einer Figur im Chibi-Zeichenstil

Chibi (jap. ちび, dt. „klein, winzig, zwergenhaft“) ist ein Idiom des Anime-Fandoms, das einen für Manga typischen Zeichenstil zur Darstellung von Charakteren in kindlicher Form beschreibt. Der Stil wird regelmäßig benutzt, um starke emotionale Handlungen wie etwa Wut, Angst oder verliebte Ohnmacht darzustellen. Während die Form und Farbe der Haare und Kleidung weitgehend beibehalten wird, um eine Wiedererkennbarkeit der Figur zu ermöglichen, schrumpft der gesamte Körper zu einer einem Seestern ähnlichen Form zusammen. Markante Merkmale wie etwa Augen und Mund werden teils drastisch vereinfacht.
Zusammen mit Speed Lines entstehen wild gestikulierende Figuren, die trotz weniger Zeichenstriche die stärkste Ausdrucksform des Mangas darstellen. Viele Autoren nutzen diese Form auch, um eine Karikatur ihrer selbst auf oder in dem Einband ihrer Werke zu hinterlassen. Umgangssprachlich wird der Begriff oft mit Super Deformed gleichgesetzt.

## Unterscheidung zu Super Deformed
Während sich Chibi mehr auf eine Verkleinerung einer Figur bezieht, ist Super Deformed eine generellere Bezeichnung für Figuren mit unrealistisch verzerrten Proportionen.

## Sprachlicher Kontext
Das Wort chibi hat im originalsprachlichen Kontext die gleiche Bedeutung wie „Kleine/-r“ für Kinder im Deutschen.
Im Fandom werden vor allem Fanarts mit einem Chibi im Namen versehen, um deutlich zu machen, dass die ansonsten nur als Erwachsener gezeigte Figur in einer Kind-Version zu sehen ist.

## Bekannte Beispiele
- Die bekannteste Chibi-Produktion in der westlichen Welt ist die Zeichentrickserie Disney Chibiverse über die Protagonisten der vorherigen Disney-Serien. Diese Serie wurde von der Firma Disney Television Animation produziert. Diverse Charaktere aus den Serien dieser Firma, welche vor Disney-Chibiverse ausgestrahlt wurden, werden in Disney-Chibiverse in gezielt verniedlichter Form dargestellt. Beispiele hierfür sind Dagobert Duck (Scrooge McDuck) von der Produktion DuckTales, die Kinder Phineas und Ferb aus der gleichnamigen Serie oder auch Luz, Amity, King und Eda aus der Serie Willkommen im Haus der Eulen und viele weitere Disney-Figuren. Im Hauptteil der Folgen von Disney Chibiverse sprechen die Chibi-Charaktere fließend miteinander, während in den einzelnen Clips, welche mitten in den Folgen gezeigt werden, sich die Charaktere verbal minimalistisch ausdrücken und kaum sprechen. Die einzelnen Clips folgen gezielt dem Muster, bei den Chibi-Charakteren Gefühle und Haltungen ohne Worte darzustellen und stellen dabei die Aktionen und Reaktionen der Chibi-Rollen ruckartig und überraschend dar.